# Ignacio Cases
Ignacio Cases Mora, znany jako Nacho Cases (ur. 22 grudnia 1987 w Gijón) – hiszpański piłkarz występujący na pozycji pomocnika, zawodnik cypryjskiego klubu Ermis Aradipu.

## Kariera klubowa
Występował w drużynach młodzieżowych i juniorskich: Codema, Sporting Gijón i Revillagigedo. Profesjonalną karierę piłkarską rozpoczął w Sporting Gijón B. 9 stycznia 2011 zadebiutował w pierwszym zespole Sporting Gijón w zremisowanym 1:1 meczu wyjazdowym przeciwko Racing Santander. 21 czerwca 2017 Cases ogłosił, że opuszcza Sporting Gijón. 22 czerwca 2017 podpisał dwuletni kontrakt z cypryjskim klubem AEK Larnaka występującym w Protathlima A’ Kategorias, skąd w 2020 wypożyczony był do greckiego zespołu Wolos NPS z Superleague Ellada.
31 stycznia 2021 podpisał kontrakt z litewskim klubem Sūduva Mariampol, który występuje w A lyga.

## Sukcesy

### Klubowe
Sporting Gijón
- Zdobywca drugiego miejsca w Liga Adelante: 2014/2015[7]

AEK Larnaka
- Zwycięzca w Pucharze Cypru: 2017/2018[7]
- Zdobywca drugiego miejsca w Protathlima A’ Kategorias: 2018/2019[7]
- Zwycięzca w Superpucharze Cypru: 2018/2019[7]